# 虔南龍南戰鬥
虔南龍南戰鬥發生於1922年5月15日－17日，地點則是在中國贛南一帶。是北洋政府時期內戰之一，也是以孫中山主帥為名的第一次北伐戰事過程裡面之大型戰鬥。虔南龍南戰鬥的交戰兩方為粵二軍及贛軍四混成旅。戰鬥結束後，粵二軍獲勝，贛軍敗退。

## 參看
- 北洋政府
- 中華民國北洋政府時期內戰戰鬥列表